# Саранськ
Сарáнськ — місто і столиця республіки Мордовія, що в складі РФ, розташований на лівому березі річки Інсар (басейн Волги), за 642 км на південний схід від Москви. Заснований в 1641 році. В 1780 році Саранськ отримав статус повітового міста. В 1781 році був затверджений його герб.

## Населення
Населення — 297415 осіб (2010; 304866 у 2002).
Національний склад населення (2002): росіяни — 70,98 %, мордва — 21,20 %, татари — 5,14 %, українці — 0,71 %.

## Транспорт

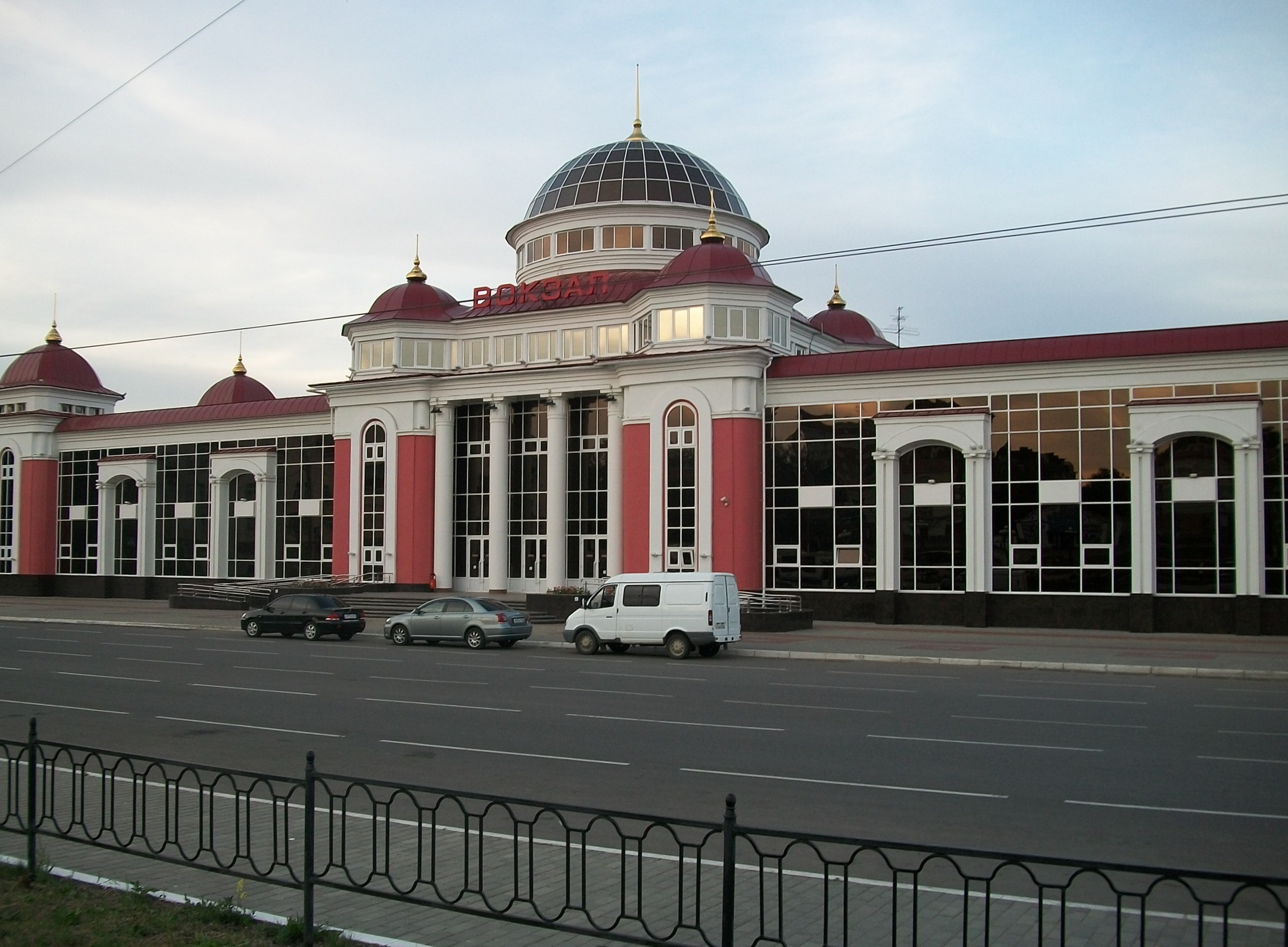
Будівля залізничного вокзалу в Саранську

### Залізничний транспорт
Вузлова залізнична станція Куйбишевської залізниці. У місті є також платформи «Посоп», «Саранськ-2» і «32 км», що використовуються для зупинки приміських поїздів на Рузаєвку і залізничний вузол «Красний Узєл».

### Автомобільний транспорт
Саранськ розташований на перетині автомобільних магістралей «Під'їзд до м. Саранська від автомобільної дороги М-5 „Урал“», Р-158 («Нижній Новгород — Саратов, через Арзамас, Саранськ, Іссу, Пензу»), Р-178 («Саранськ — Сурське — Ульяновськ»), Р179 («Саранськ — Рузаєвка — Пайгарм»), Р180 («Саранськ — Краснослободськ — Нові Виселки»). Від основної дороги, що веде на Москву, — траси М5 «Урал» — місто розташоване на значній відстані — близько 180 кілометрів.

### Повітряний транспорт
Аеропорт. Здійснюються постійні рейси до Москви і Санкт-Петербурга. Влітку додається рейс «Саранськ-Сочі».

### Міський транспорт
Міський громадський транспорт у Саранську представлений автобусами, тролейбусами, маршрутними мікроавтобусами і таксі.

## Освіта
У Саранську працює низка вишів:
- Мордовський державний університет імені М. П. Огарьова;
- Мордовський державний педагогічний інститут імені М. Є. Євсев'єва;
- Саранський кооперативний інститут — філія Російського університету кооперації;
- Мордовський гуманітарний інститут;
- Саранська філія Сучасної гуманітарної академії;
- Саранський державний промислово-економічний коледж;
- Середньо-Волзька філія Російської правової академії Міністерства юстиції Російської Федерації.

## Культура

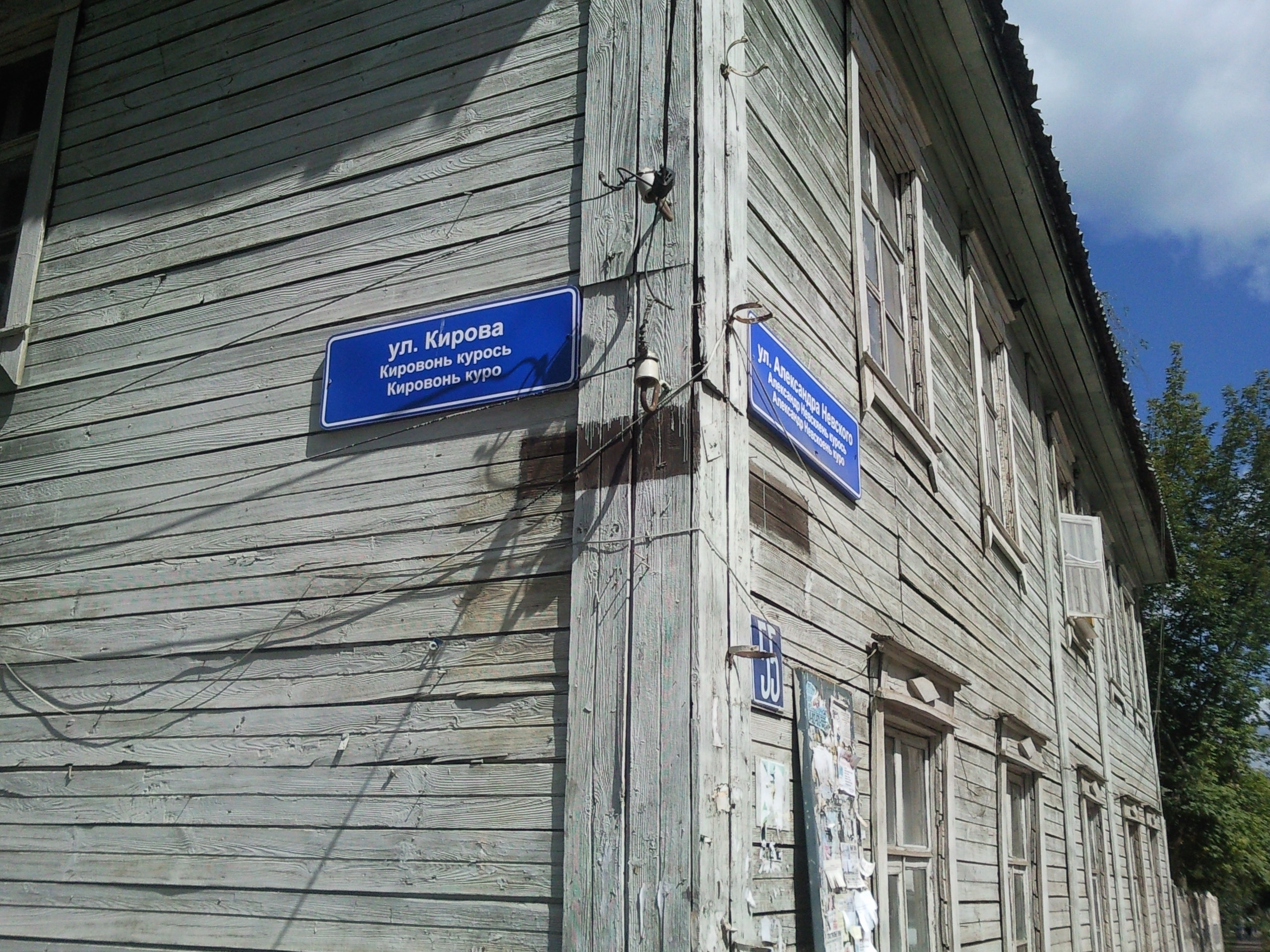
Мокшанська, російська та ерзянська мови на табличці у Саранську

Саранськ — визначний культурний осередок обох мордовських народностей, автономії і російського Поволжя. Тут, зокрема, працюють численні музеї, театри, кінотеатри, філармонія, інші заклади культури.

### Музика і кіно
Саранські театри:
- Державний театр опери та балету Республіки Мордовія;
- Мордовський державний національний драматичний театр;
- Державний музичний театр Республіки Мордовія імені І. М. Яушева;
- Державний російський драматичний театр Республіки Мордовія;
- Державний театр ляльок Республіки Мордовія.

Значним центром музичного життя, базою професійних музичних колективів є Мордовська державна філармонія.
Кінотеатри Саранська:
- «Кіномакс-Перемога»;
- «Росія»;
- «Промінь»;
- «Мордовія — Крихітка».

### Музеї та бібліотеки
Головні саранські музеї:
- Мордовський республіканський музей образотворчих мистецтв ім. С. Д. Ерьзя;
- Мордовський республіканський об'єднаний краєзнавчий музей;
- Музей бойового і трудового подвигу 1941—1945 рр..;
- Музей інтернаціональної дружби;
- Музей мордовської культури;
- Музей О. І. Полежаєва

Бібліотеки Саранська:
- Національна бібліотека ім. О. С. Пушкіна;
- Наукова бібліотека імені М. М. Бахтіна Мордовського держуніверситету;
- Мордовська республіканська дитяча бібліотека;
- Централізована міська бібліотечна система для дорослих (Центральна міська бібліотека з 18 філіями);
- Централізована бібліотечна система для дітей (Центральна міська дитяча бібліотека імені Горького з 8 філіями);

## Пам'ятки та пам'ятники
Пам'ятки архітектури Саранська:

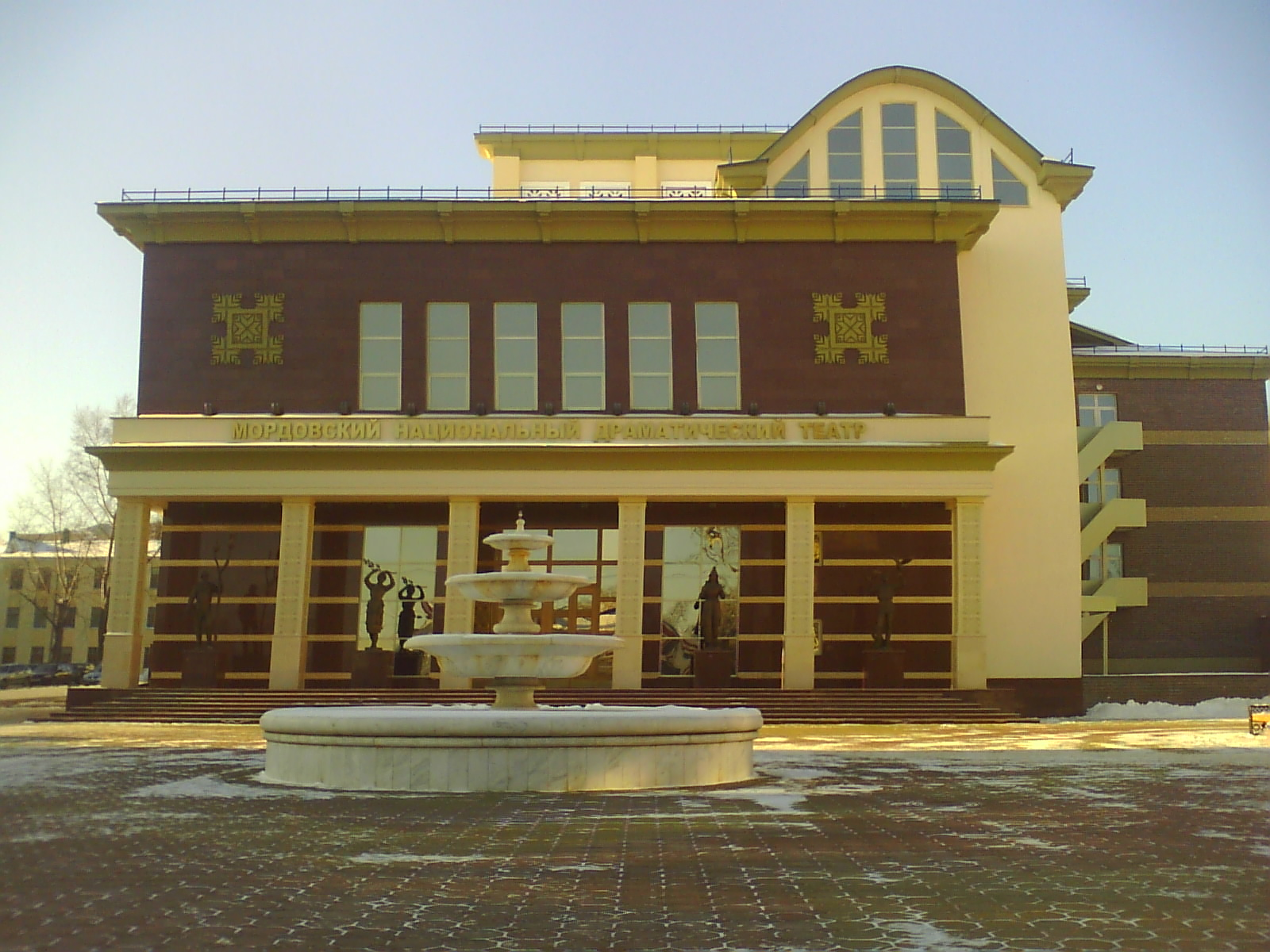
Мордовський національний театр драми

- церква Іоанна Богослова (з 1991 року — кафедральний собор Саранський єпархії);
- Трьохсвятительська церква (2-а половина XVIII століття);
- т. зв. Пугачовський намет (за переказами, тут Омелян Пугачов влаштовував бенкети; з високого ґанку намету читалися його «царські маніфести»). Взагалі з ім'ям Пугачова пов'язаний цілий комплекс «Пугачовських місць» Саранська.

5 серпня 2006 року в Саранську був відкритий і освячений патріархом РПЦ Алексієм II пам'ятник патріарху Никону і Кафедральний Собор Святого Праведного Воїна Феодора Ушакова.
Серед пам'ятників міста: монумент стратонавтів на Привокзальній площі, присвячений загиблому в 1934 році екіпажу стратостата «Осоавиахим-1»; пам'ятник поету О. І. Полежаєву, уродженцю села Розівка. У центрі міста розташований меморіальний комплекс із пам'ятником воїнам Мордовії, полеглим в роки Німецько-радянської війни 1941—1945 років.

## Відомі люди
З Саранськом пов'язані імена багатьох вчених, дослідників природи, героїв воєн. У Мордовському державному університеті ім. М. П. Огарьова тривалий час працював відомий філолог і філософ М. М. Бахтін. У середмісті розташований зведений у 1980 році Меморіально-скульптурний комплекс зі скульптурними портретами, присвяченими видатним діячам Саранська.
У Саранську довгий час жив та працював відомий письменник-перекладач, заслуженний письменник Мордовії — Павло Любаєв. Народилася на початку XVIII ст. — засновниця Тихвіно — Богородицького монастиря в місті Кирсанов Марфа Тамбовська. У місті в 1993 році померла Раїса Беспалова — радянська оперна співачка (мецо-сопрано), педагог, народна артистка РРФСР.